# Saltburn, Marske and New Marske
Saltburn, Marske and New Marske – civil parish w Anglii, w North Yorkshire, w dystrykcie Redcar and Cleveland. W 2011 civil parish liczyła 19134 mieszkańców. W obszar civil parish wchodzą także Saltburn, Marske and New Marske.